# Nieuwe Generatie Gemeente Gods Bazuin
De Nieuwe Generatie Gemeente Gods Bazuin is een geloofsgemeente in Suriname. De NGGGB heeft een apostolische, profetische, levitische en voorbede-bediening in het Koninkrijk van God.

## Geschiedenis
De Nieuwe Generatie Gemeente Gods Bazuin is ontstaan in 1998 na een splitsing van de moedergemeente Gods Bazuin Ministries. Ongeveer 75% van de gemeenteleden is met de voormalige senior pastor meegegaan. Deze Gods Bazuin-gemeente kreeg op 1 september 2002 haar nieuwe naam "Stichting Nieuwe Generatie Gemeente Gods Bazuin" (NGGGB), met dr. Steve Meye als de nieuwe senior pastor.

## Organisatiestructuur
De geestelijke leiding van de kerk bestaat uit de predikanten en oudsten en is verantwoordelijk voor alle geestelijke aspecten van de gemeente. Hoewel zij een ondersteunende rol heeft voor de senior pastor, is zij ook medeverantwoordelijkheid voor de verschillende afdelingen van de kerk (voor tieners, jongeren en senioren) en voor het geven van bijbelstudies aan gemeenteleden. Daarnaast is er een dienstkorps van diakenen en diaconessen dat ondersteunende taken vervult.